# Gastrophryne
Gastrophryne är ett släkte av groddjur. Gastrophryne ingår i familjen Microhylidae.
Kladogram enligt Catalogue of Life:
| Gastrophryne | \| \| Gastrophryne carolinensis \| \| \| \| \| \| Gastrophryne elegans \| \| \| \| \| \| Gastrophryne olivacea \| \| \| \| \| \| Gastrophryne pictiventris \| \| \| \| \| \| Gastrophryne usta \| \| \| \| |
|              | \| \| Gastrophryne carolinensis \| \| \| \| \| \| Gastrophryne elegans \| \| \| \| \| \| Gastrophryne olivacea \| \| \| \| \| \| Gastrophryne pictiventris \| \| \| \| \| \| Gastrophryne usta \| \| \| \| |
|              | Gastrophryne carolinensis |
|              | |
|              | Gastrophryne elegans |
|              | |
|              | Gastrophryne olivacea |
|              | |
|              | Gastrophryne pictiventris |
|              | |
|              | Gastrophryne usta |
|              | |